# Broin
Broin település Franciaországban, Côte-d’Or megyében. Lakosainak száma 410 fő (2022. január 1.). Broin Saint-Nicolas-lès-Cîteaux, Bagnot, Auvillars-sur-Saône, Argilly, Bonnencontre, Gerland és Lechâtelet községekkel határos.

## Népesség
A település népességének változása:
| Lakosok száma | 154  | 258  | 311  | 394  | 440  | 441  | 429  | 415  | 407  | 410  |
|               | 1968 | 1982 | 1990 | 2006 | 2013 | 2015 | 2017 | 2019 | 2020 | 2022 |